# Oedipina complex
Oedipina complex es una especie de salamandras en la familia Plethodontidae.
Habita en Costa Rica, Colombia y Ecuador.